# Henry Knox
Henry Knox, född 1750 i Boston, död 1806 Thomaston, Maine, var bokhandlare i Boston, officer i kontinentalarmén och USA:s armé, samt USA:s krigsminister under konfederationsartiklarna och USA:s förste krigsminister under konstitutionen.

## Amerikanska frihetskriget
Henry Knox var en bokhandlare med militära intressen vilken stödde Sons of Liberty, en patriotisk organisation vilken arbetade för de nordamerikanska koloniernas frigörelse från Storbritannien. Efter Bostonmassakern var han med och grundade Boston Grenadier Corps, en frivillig milisorganisation. När det amerikanska frihetskriget bröt ut förenade Knox sig med Nya Englands-armén och deltog i belägringen av Boston. Genom Knox expedition försåg han armén med belägringsartilleri, vilket ledde till att den brittiska armén tvingades överge staden. Han blev nu utnämnd till överste i kontinentalarmén. Under kriget var Knox artillerichef i huvudarmén under George Washington. Han blev 1782 befordrad till arméns yngste generalmajor.

## Efter kriget
Efter kriget var Knox som arméns högste officer bland annat sysselsatt med demobilisering av trupperna och förhandlingar med sina brittiska militära motparter om krigsfångeutväxling. Efter att ha tagit avsked från armén var han krigsminister 1785-1789. Armén bestod då bara av ett regemente, First American Regiment. När Nordvästra indiankriget ersattes detta av Förenta Staternas Legion.  George Washington utnämnde 1789 Knox till den förste krigsministern under den amerikanska konstitutionen. Sedan han avgått 1794 slog han sig ned i Maine, där han ägde stora landområden som han fått som belöning för sina insatser under frihetskriget. Han blev där mycket impopulär därför att han ofta lät vräka fattiga nybyggare som slagit sig ned på hans mark. Knox investerade i skogsavverkningar, varv, boskapsskötsel och tegelbruk, men gjorde inga vinster utan blev i stället skuldsatt och måste sälja delar av sitt stora markinnehav.